# 衝撃感度
衝撃感度（しょうげきかんど）とは、爆薬の衝撃に対する感度を示す値である。
輸送時の爆発事故を防ぐためには重要な指標であり、特に感度の高いニトログリセリンや過酸化アセトンなどを輸送する場合には鈍化剤と混合するなどの特別な措置を必要とする。
RDXやダイナマイトのような爆薬は非常に感度が鈍く、取り扱いやすくなっている。